# 유성 양순 마찰음
유성 양순 마찰음(有聲兩脣摩擦音)은 자음의 하나로 위아래 입술을 사용하여 조음하는 유성 마찰음이다.

## 조음 방법
- 양 입술 간의 간격을 좁힌다.
- 좁혀진 입술 사이를 강하게 마찰한다.
- 입술을 벌면서 마찰되는 공기를 강하게 내뱉음과 동시에 성대를 울린다.

## 특징
- 발성 기관 속의 공기의 흐름을 유지했다가 더 강하게 내는 마찰음이다.
- 양쪽 입술로 조음하는 양순음이다.
- 조음할 때 성대가 울리는 유성음이다.
- 입을 통하여 공기가 빠져나가는 구강음이다.
- 기류가 혀 옆이 아니라 중앙으로 빠져나가는 중설음이다.
- 발성 방법은 인후나 입이 아니라 폐에서 발성기관으로 공기가 빠져나가는 폐장기류음이다.

## 발음의 예
- 한국어: 모음과 /u, w/ 사이의 ㅎ에서 변이음으로 난다.
- 피지어, 호피어, 총가어: v에서 이 소리가 난다.
- 벤다어: vh에서 이 소리가 난다.
- 르완다어, 키쿠유어: b에서 이 소리가 난다.
- 에웨어: ʋ에서 이 소리가 난다.